# Physikalische Explosion

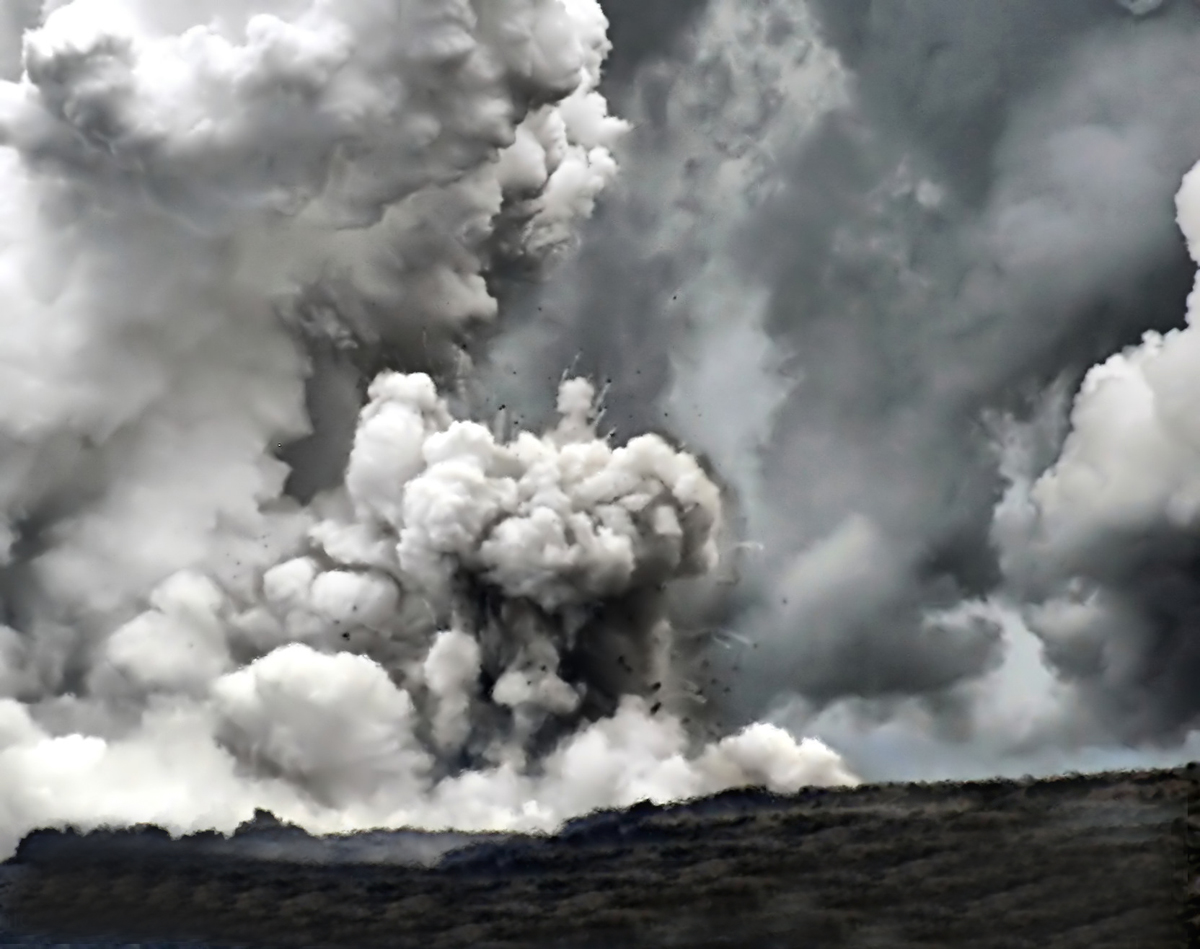
Explosion am Waikupanaha, Hawaii, beim Zusammentreffen von Magma und Meerwasser

Physikalische Explosionen sind Explosionen, die weder auf chemischen noch auf kernphysikalischen Prozessen beruhen, sondern aufgrund mechanischer Prozesse geschehen. Sehr oft handelt es sich um Wasserdampfexplosionen.
Physikalische Explosionen treten beispielsweise auf, wenn eine Flüssigkeit auf einen sehr heißen Stoff trifft, dessen Temperatur erheblich höher ist als der Siedepunkt der Flüssigkeit. Die Explosion folgt dann daraus, dass die Flüssigkeit so stark erhitzt, dass sie schlagartig verdampft, und das Gas dann ein weit größeres Volumen einfordert als der gleiche Stoff in flüssigem Zustand. Auch das eher hypothetische schlagartige Sublimieren eines Körpers durch Strahlung kann eine physikalische Explosion erzeugen, was im Prinzip identisch funktioniert, allerdings ohne Berührung mit einem heißen Körper.
Der heiße Stoff kann in der Natur flüssiges Gestein sein, also z. B. Lava, oder im technischen Bereich bei der Metallgewinnung oder Metallverarbeitung flüssiges Metall (Schmelze). Die kalte Flüssigkeit ist meist Wasser, aber auch andere Flüssigkeiten wie Silikonöle kommen in Frage.
Eine weitere Möglichkeit kann das schlagartige Freisetzen in einer Flüssigkeit gelöster Gase sein, was ebenfalls bei Vulkanismus eine wichtige Rolle spielt, allerdings selten das Ausmaß von Explosionen erreicht. Außerdem, wenn die Eindämmung stark komprimierter Gase schlagartig nachgibt, z. B. ein Gastank bricht. Dies ist ebenfalls bei einem Vulkanausbruch der Fall, wenn das Magma durch Hitze und Gase einen kritischen Druck erreicht, die den Widerstand der Erdoberfläche bricht und sie aufsprengt.

## Ablauf
Trifft z. B. eine Eisenschmelze auf Wasser, so entsteht unverzüglich aus dem flüssigen Wasser, welches das Eisen berührt, Dampf, der eine Dampfschicht um das Eisen bildet. Diese löst sich bei der Ausdehnung nicht gleichmäßig ab. Das nachströmende Wasser löst einen Triggerimpuls aus, der die Schmelze in kleine Stücke auseinanderreißt. Diese sind nun plötzlich alle von Wasser umgeben und erhitzen es, wodurch es schlagartig verdampft. Der Dampf dehnt sich so schnell aus, dass die Eisenschmelze mit der Druckwelle des Wasserdampfes explodiert und umhergeschleudert wird.

## Magma
Zahlreiche physikalische Explosionen wurden schon von flüssigem Gestein aus dem Erdinnern, dem Magma, ausgelöst.

### Magma und Wasser
So fand z. B. am 17. Mai 1724 auf Island westlich des alten Vulkans Krafla eine gewaltige Explosion statt. Asche und Schlacken wurden im Umkreis von 10 km verstreut. Magma war mit dem Grundwasser in Berührung gekommen. Der Ausbruch dauerte wahrscheinlich nur einen Tag und hinterließ einen stinkenden, dampfenden und mit kochendem Schlamm gefüllten Krater von 320 m Durchmesser. Um das Jahr 1840 klärte sich das Wasser im  Vitikrater langsam. Es blieb ein klarer Kratersee.
Solche vulkanischen Explosionen unter der Beteiligung von Wasserdampf werden als phreatische Eruption bezeichnet, beim gleichzeitigen Ausstoß glutflüssigen Materials als phreatomagmatische Eruption; die entstehende Vulkanform ist häufig das Maar.

### Magma, vulkanisches Gas und festes Gestein
Je nach den örtlichen Bedingungen kann der Druck von Magma, das nach oben an die Erdoberfläche drängt, und/oder des in ihm enthaltenen Gases, das durch Gesteinsschichten aufgehalten wird, sich so steigern, dass er das Hindernis gewaltsam wegsprengt. Eine solche Explosion erzeugt einen besonders explosiven Typ von Vulkanausbruch, die Plinianische Eruption.
Berühmte plinianische Explosionen waren etwa die des Santorin um 1627 v. Chr., des Vesuv 79 n. Chr., des Tambora 1815, des Krakatau 1883, des Mount St. Helens 1980 oder des Pinatubo 1991.

## Meteoriten
Auch durch die Reibungshitze der Luft erhitzte Meteore können beim Auftreffen auf Wasser eine Dampfexplosion auslösen. Die starke Abbremsung beim Auftreffen selbst setzt weitere Wärmeenergie frei.
Bei sehr großen Meteoriten kann die Energie ausreichen, nicht bloß Flüssigkeit, sondern feste Materie zu verdampfen. Der Effekt dieser Explosion tritt zusätzlich zur unmittelbaren Wirkung des Bewegungsimpulses durch die auftreffende Masse auf. Ein Beispiel eines solchen Einschlagkraters ist der Barringer-Krater in Arizona.

## Druckbehälter
Bersten können auch Druckbehälter, wenn sie technisch nicht mehr dem vorgesehenen Innendruck standhalten oder dieser unzulässig oder durch Unfälle erhöht wird, wie etwa beim Kesselzerknall von Dampfkesseln.
Zum Beispiel füllt das in Acetylenflaschen enthaltene flüssige Aceton bei einer Temperatur von 60 °C das gesamte Volumen der Flasche aus. Bei einer weiteren Erwärmung steigt der Druck der Flasche um 7–8 bar pro 1 °C, denn die Flüssigkeit dehnt sich aus, lässt sich aber, anders als ein Gas, nicht komprimieren. Wenn der Berstdruck der Flasche (230 bar) erreicht ist, explodiert (zerknallt) die Flasche durch Überdruck (physikalische Explosion). Die Trümmerteile können bis 300 m weit geschleudert werden. An die physikalische Explosion schließt sich im  Brandfall durch das Zünden des Acetylens sofort eine chemische Explosion an.

## Öle und Fette
Zu einer physikalischen Explosion – teilweise verbunden mit einer nachfolgenden chemischen Explosion – kann es auch bei falschen Löschversuchen bestimmter brennender Flüssigkeiten kommen. So führt der Versuch, brennende Öle oder Fette mit Wasser zu löschen, zu einer Fettexplosion mit potentiell verheerenden Folgen für den Löschenden.
Obwohl von den Folgen her vergleichbar, entsteht die Explosion bei einem mit Wasser gelöschten Metallbrand durch eine chemische Reaktion des verdampfenden Wassers (vgl. Abschnitt 'Überlagerung mit chemischer Explosion').

## Überlagerung mit chemischer Explosion
Trifft Aluminiumschmelze auf Wasser, so wird die physikalische Explosion durch eine stark exotherme chemische Reaktion verstärkt:
{\displaystyle \mathrm {2\ Al+3\ H_{2}O\longrightarrow \ Al_{2}O_{3}+3\ H_{2}} }
Die Energiefreisetzung bei dieser Reaktion beträgt über 5 MJ/kg, sie wird durch einen Lichtblitz sichtbar.

## Als Folge einer Kernschmelze
Durch eine Kernschmelze, die Folge eines Unfalls in Kernreaktoren sein kann, entsteht beim Zusammentreffen der heißen Masse des Reaktorkerns mit der Kühlflüssigkeit eine Situation, die zu einer Explosion führen kann. Die Hitzeentwicklung beruht hier zwar auf nuklearen Prozessen, die eigentliche Explosion ist aber nicht-nuklearer Art (der gleiche Effekt ergäbe sich auch bei nicht radioaktiven Metallschmelzen). Aus diesem Grund handelt es sich auch hier um eine physikalische Explosion. Das größte Risiko geht dabei von einem sog. Schmelze-Jetstrahl aus, der sich bei Durchgang der flüssigen Kernmasse entweder durch die untere Kernplatte des Reaktorbehälters oder dann durch einzelne Durchführungsrohre aus dem Reaktorbehälter hinaus bilden kann. Das Kühlmittel heizt sich so sehr schnell auf und verdampft explosionsartig.

## Arbeitssicherheit
Die physikalischen Explosionen führen in Hüttenwerken und in der Metallindustrie immer wieder zu schweren Unfällen, oft mit tödlichem Ausgang. Die Verhinderung physikalischer Explosionen ist daher in solchen Betrieben ein wichtiger Teil der Arbeitssicherheit.
Bei physikalischen Explosionen können – je nach Art und Masse – am fragmentierenden heißen Medium Drücke von mehreren 100 Megapascal (MPa), d. h. von mehreren Tausend bar entstehen.

### Beispiele: Zitate aus amtlichen Unfallberichten
- In den Ofen sollte Reinnickel eingebracht und gleichzeitig Trockenstampfmasse gesintert werden. Der Ofen sollte dazu randvoll bei ca. 1630 °C angefahren werden. Die Nickelpellets wurden in gebrauchten Fässern angeliefert (vorheriger Gebrauch zum Transport nicht bekannt). Vor dem Unfallzeitpunkt war die Hälfte des Nickels verbraucht. Beim Einfüllen des 14. Fasses per Gabelstapler kam es zur physikalischen Explosion und Metallschmelze wurde aus dem Ofen geschleudert. Es wird vermutet, dass sich in dem Fass nicht sichtbare Flüssigkeit befand.

Tödliche Verbrennungen des Gabelstaplerfahrers aufgrund herausgeschleuderter heißer Schmelze, leichte Verletzungen eines weiteren Mitarbeiters.
- In der Gießhalle einer NE-Gießerei befand sich eine Gas Boiling Filtration Box (GBF-Box), aus der über ein Spundloch der Box Aluminiumschmelze in einen 1 m darunter befindlichen Restschmelzekübel abgelassen wurde. Der Kübel war mit einem Gitterrost abgedeckt, der den Einblick in den Kübel zur Prüfung, ob sich eventuell Wasser im Kübel befindet, ermöglichte. Der Gitterrost diente aber auch als Standfläche für die Arbeitnehmer während des Umfüllvorganges. Beim Befüllen des Restschmelzekübels mit flüssiger Aluminiumschmelze aus der GBF-Box stand der tödlich Verunfallte auf dem Gitterrost oberhalb des Kübels, so dass vermutlich Schneereste aus dem Sohlenprofil seines Schuhwerks über den Rost in den Kübel gelangten. Das eingetragene Wasser führte zu einer physikalischen Explosion, so dass die Aluminiumschmelze aus dem Kübel herausgeschleudert wurde und den tödlich Verunfallten und einen weiteren Arbeitnehmer traf.[6]